# Івасишин Захар Явтухович
Заха́р Явту́хович Іваси́шин (1 жовтня 1895, м. Чорне Подільської губернії — 29 грудня 1976, США) — український військовик, сотник Армії УНР (підполковник в еміграції).

## Життєпис
Народився у м. Чорне Подільської губернії. Закінчив учительську семінарію у Жванчику (1912), педагогічні курси у Майдані-Трепівському (1914), працював учителем у м. Балинці на Поділлі.[1 жовтня 1915 р. покликаний на військову службу до 40-го піхотного запасного полку в Одесі. У складі 200-го Кроншлотського полку брав участь у Першій світовій війні, нагороджений відзнакою Святого Георгія IV ступеня. Закінчив Віленське військове училище (Полтава, 1 лютого 1917 р.), потому служив у 417-му піхотному Луганському полку. Останнє звання у російській армії — прапорщик.
Від 1 грудня 1917 р. — в українській армії. Навесні 1918 р. вступив до Радзивілівської кордонної бригади Окремого кордонного корпусу, у складі кордонних частин служив до 1923 року. У 1920 р. — старшина 6-ї Січовій дивізії, сотник. Закінчив Українську реальну гімназію ім. Т. Г. Шевченка у Калішу (1925), гідротехнічний відділ Української господарської академії у Подєбрадах (1930). Працював інженером.
З 1944 р. — на еміграції у Західній Німеччині. Викладав математику в Українській гімназії у м. Етлінген.
Від 1950 р. — на еміграції у США. У 1963—1975 рр. — видавець та головний редактор журналу «Тризуб» у Нью-Йорку, який продовжував традиції паризького видання «Тризубу» та був головним періодичним органом військової еміграції УНР в Америці. Після смерті 3. Івасишина видання «Тризуба» через кілька номерів припинилося. Похований у Баунд-Бруці, США.